# Marie-Nicole Vestier
Marie-Nicole Vestier, conocida también como Marie-Nicole Dumont (París, 8 de septiembre de 1767 – 1846) fue una pintora y retratista francesa.

## Trayectoria
Vestier nació en París, hija de Marie-Anne Révérand y del pintor de retratos y miniaturas, Antoine Vestier. En 1785 se presentó en el Salón de París un retrato de Vestier realizado por su padre, en el que aparece pintando su autorretrato, esta pintura se encuentra actualmente en una colección privada en Buenos Aires. En 1789, se casó con el pintor en miniatura, François Dumont, con el que tuvo tres hijos. La mayoría de las obras de Vestier fueron retratos de su padre.
El 17 de agosto de 1792 nace su segundo hijo, Antoine Bias. En 1793 pinta un autorretrato en el que aparece junto a su hijo y se muestra con una paleta en la mano, como símbolo de orgullo por ser mujer, madre y pintora en su época, titulado: L'Auteur à ses occupations. A Vestier se le prohibió presentar su propio trabajo en el Salón de París durante varios años, pero en 1794 se exhibió su autorretrato: L'Auteur à ses occupations.
Durante muchos años se supuso que Vestier fue la autora de las obras mostradas en la Place Dauphine de París, en 1785, un trabajo que recibió numerosos elogios de los críticos de arte del momento; en investigaciones recientes, se demostró que dichas obras pertenecían a Angélique-Louise Verrier. Otro retrato de Vestier realizado por su padre, se encuentra actualmente en la Galería Nacional de Escocia.
Una de las obras de Vestier, un retrato del secretario de la embajada rusa, Philibert Calon, llamado Mlle Vestier fecit 1785, se exhibe actualmente en el Museo del Hermitage. En 2017, la obra L'Auteur à ses occupations, fue adquirida por el Musée de la Révolution française, siendo esta, la obra original que se presentó en el Salón de París en 1793.
Vestier murió en el año 1846.

## Galería

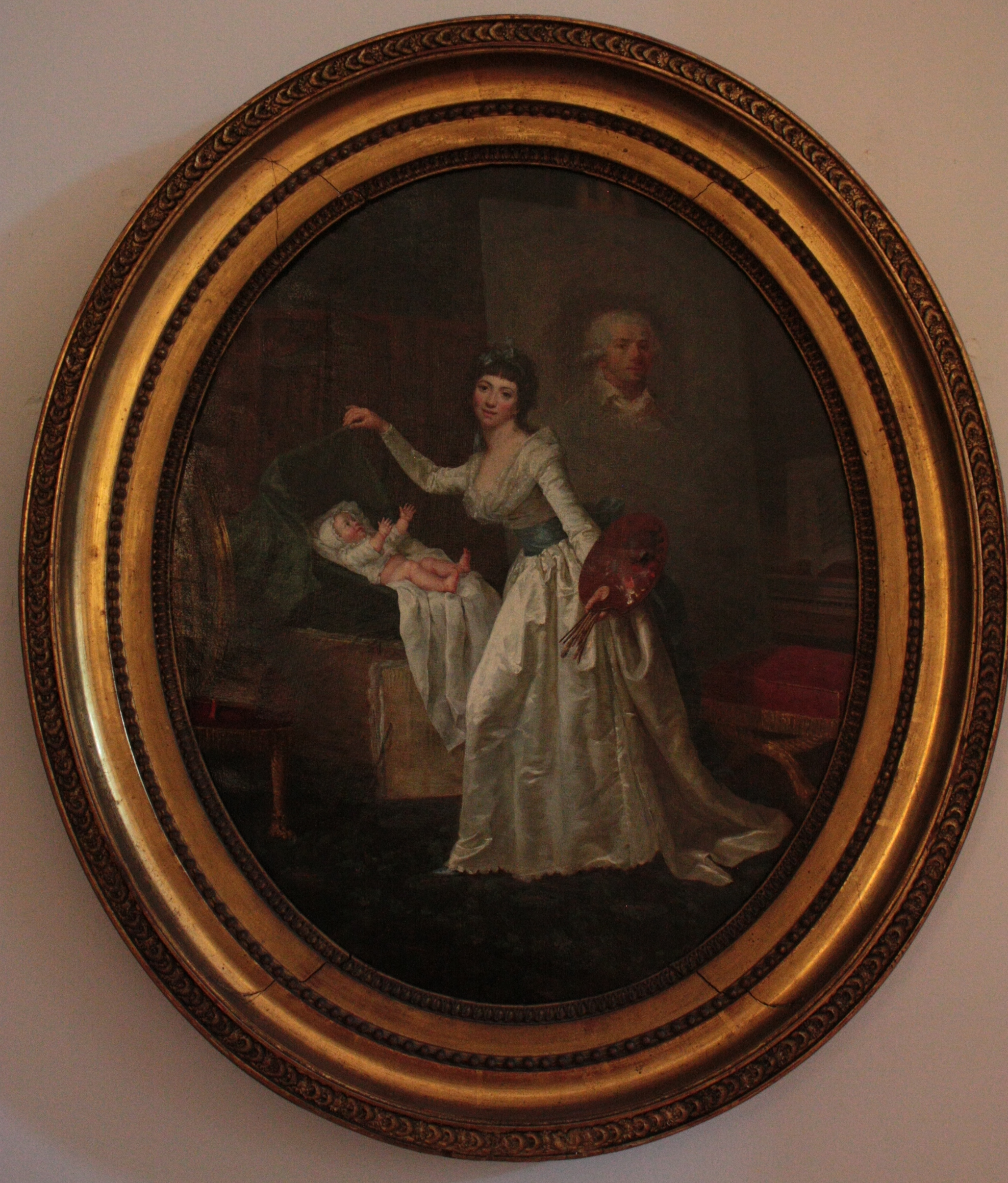
Marie-Nicole Dumont - Auteur à ses occupations.
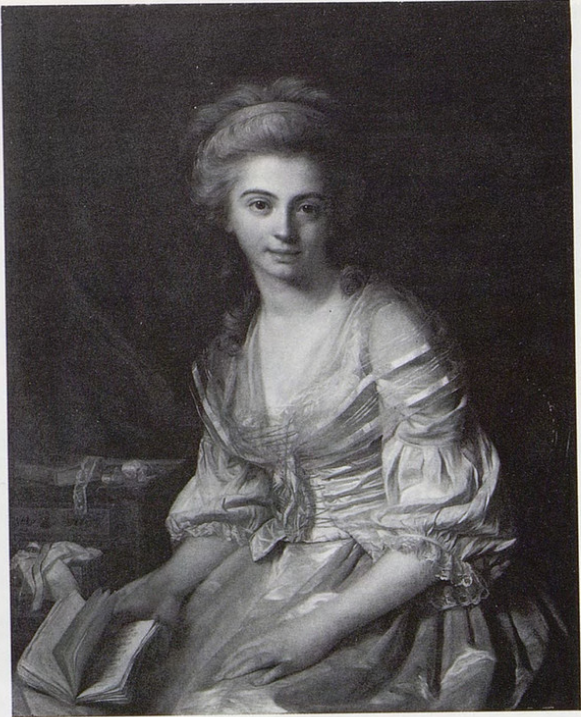
Marie-Nicole Vestier, autor Antoine Vestier